# Privilegi de la Unió

Pendó de la ciutat de Pamplona segons és descrit en el Privilegi de la Unió de 1423.

El Privilegi de la Unió fou un acord pel qual els tres burgs principals que formaven la ciutat de Pamplona en l'Edat Mitjana es van unir mitjançant una carta fundacional atorgada el 8 de setembre de 1423 pel rei Carles III el Noble. Fins a aquest dia cada burg havia posseït bandera i regidor propis.
La ciutat va exhibir a partir de llavors una nova ensenya i va començar un nou projecte d'edificacions defensives, unint els espais que quedaven entre els burgs amb noves muralles, i eliminant gradualment les muralles interiors. Aquest procés va donar lloc a nous carrers, com la que porta per nom encara avui dia, carrer Nuevo, en el nucli antic de la ciutat.
El 8 de setembre se celebra el Privilegi de la Unió. Per commemorar-ho, entre altres actes, el Consistori celebra una jornada de portes obertes amb la finalitat que els ciutadans puguin conèixer el seu ajuntament, on s'exposa el document pel qual es van unir els tres nuclis de població. La Corporació Municipal acudeix en cos de ciutat, a la catedral, on realitza una missa i una ofrena floral davant el mausoleu de Carles III i la seva esposa Elionor. Mentre altres actes, com a concerts, recorden a la ciutat aquest dia tan assenyalat.